# A State of Trance
A State of Trance(ASOT)는 네덜란드의 세계적인 DJ이자 프로듀서인 아르민 판 뷔런이 진행하는 주간 라디오 프로그램이자 라이브 이벤트 시리즈, 그리고 음반 레이블이다. 2001년 6월 1일에 첫 방송을 시작한 이래 전 세계에서 가장 인기 있고 영향력 있는 전자 음악 라디오 쇼 중 하나로 자리매김했다.

## 개요
A State of Trance는 매주 금요일 전 세계 100개 이상의 라디오 방송국과 다양한 온라인 플랫폼을 통해 송출되며, 트랜스 음악의 최신 트랙과 클래식 곡들을 소개한다. 아르민 판 뷔런은 이 프로그램을 통해 전 세계 트랜스 음악 팬들과 소통하고 새로운 재능 있는 아티스트들을 발굴하는 데 기여해왔다.

## 역사
A State of Trance는 2001년 네덜란드의 ID&T 라디오를 통해 처음 방송되었다. 초창기에는 주로 네덜란드 청취자를 대상으로 했으나, 프로그램의 인기가 급증하면서 전 세계로 송출 범위가 확장되었다. 2000년대 중반 이후 인터넷 스트리밍이 보편화되면서, ASOT은 라디오 방송국뿐만 아니라 스포티파이, 애플 뮤직 등 다양한 디지털 플랫폼을 통해서도 들을 수 있게 되었다.
매 100회 에피소드마다 전 세계 주요 도시에서 대규모 기념 이벤트를 개최했으며, 이는 수만 명의 팬들이 모이는 거대한 뮤직 페스티벌로 발전했다. ASOT 500, ASOT 600, ASOT 700, ASOT 800, ASOT 900, ASOT 1000, ASOT 1100 등은 전 세계 트랜스 음악 팬들에게 중요한 연례 행사로 자리 잡았다.

## 프로그램 구성
A State of Trance는 일반적으로 2시간 분량으로 구성되며, 다음과 같은 주요 코너를 포함한다.

### 주요 코너
```
* 
새로운 트랙 및 프로모션:
 매주 발매되는 최신 트랜스 음악 트랙들을 소개한다.
* 
Tune of the Week (금주의 곡):
 아르민 판 뷔런이 개인적으로 선정한 한 주간 최고의 트랙.
* 
Future Favorite (미래의 인기곡):
 청취자 투표를 통해 다음 주에 가장 인기 있을 것으로 예상되는 곡.
* 
Service for Dreamers:
 청취자의 사연과 함께 과거의 명곡(클래식 트랜스 트랙)을 다시 듣는 시간.
* 
게스트 믹스:
 종종 다른 유명 DJ나 프로듀서가 직접 믹스한 세트가 방송되기도 한다.
```

## 주요 에피소드 및 투어
ASOT은 100회 단위로 대규모 기념 이벤트를 개최한다. 이 이벤트들은 단순히 라디오 쇼를 넘어선 세계적인 뮤직 페스티벌의 형태로 진행되며, 전 세계 트랜스 음악 팬들이 한자리에 모이는 기회를 제공한다. 주요 기념 투어는 다음과 같다.

### 기념 투어
```
* ASOT 500: "Invasion"
* ASOT 600: "The Expedition"
* ASOT 650: "New Horizons"
* ASOT 700: "World Tour"
* ASOT 750: "Festival"
* ASOT 800: "Trance Family"
* ASOT 850: "Beyond Borders"
* ASOT 900: "Lifting You Higher"
* ASOT 950: "Vision"
* ASOT 1000: "Celebration"
* ASOT 1050: "Future Memories"
* ASOT 1100: "Reflexion"
```

## 영향력
A State of Trance는 트랜스 음악 장르의 확산과 발전에 지대한 영향을 미쳤다. 수많은 신인 아티스트들이 ASOT을 통해 데뷔하고 이름을 알렸으며, 이 프로그램은 전 세계 트랜스 팬들이 음악을 공유하고 커뮤니티를 형성하는 중심적인 역할을 했다.
또한, ASOT은 아르마다 뮤직 산하의 자체 음반 레이블이기도 하며, 수많은 트랜스 아티스트들의 곡을 발매하고 있다.